# Les Profondeurs furieuses
Les Profondeurs furieuses (titre original : Furious Gulf) est un roman de science-fiction de l'auteur américain Gregory Benford paru en 2002 (vo 1994) . Il constitue le cinquième du cycle Le Centre galactique.

## Résumé
À bord de l’Argo, Killeen et la Famille LeFou ont décollé de la planète des myriapodes, dont Quath est une des représentantes et fait partie de l’expédition. Leur destination : le centre galactique, où leur destin les conduit inexorablement, du moins c’est ce qu’ils croient… Le centre galactique où la concentration de mécas est la plus importante et où se trouve un énorme trou noir, est peut-être le lieu où les derniers embryons humains et organique ont une chance de survivre, mais c’est un endroit où les distorsions de l’espace temps risquent de leur réserver des surprises…